# Laguna Art Museum
Das Laguna Art Museum ist ein Kunstmuseum in Laguna Beach im US-Bundesstaat Kalifornien. Die 1918 gegründete Einrichtung liegt hoch auf den Klippen über dem Pazifischen Ozean an der Kreuzung von Cliff Drive und Pacific Coast Highway.
Das Museum stellt hauptsächlich Werke der zeitgenössischen und modernen Kunst aus. Zur Sammlung gehören annähernd 3.500 Exemplare vorwiegend kalifornischer Künstler.

## Geschichte
Das Museum wurde 1918 von einer kleinen Gruppe Maler als Laguna Beach Art Association gegründet. Ab 1920 war Edgar Payne Vorsitzender der Gesellschaft. Die ersten Ausstellungen fanden noch im alten Rathaus statt, bis 1929 der Umzug zum heutigen Standort erfolgte. Auch die Zweigstellen der Laguna Beach Art Association in Newport Beach und Costa Mesa erlangten rasch landesweite Beachtung.

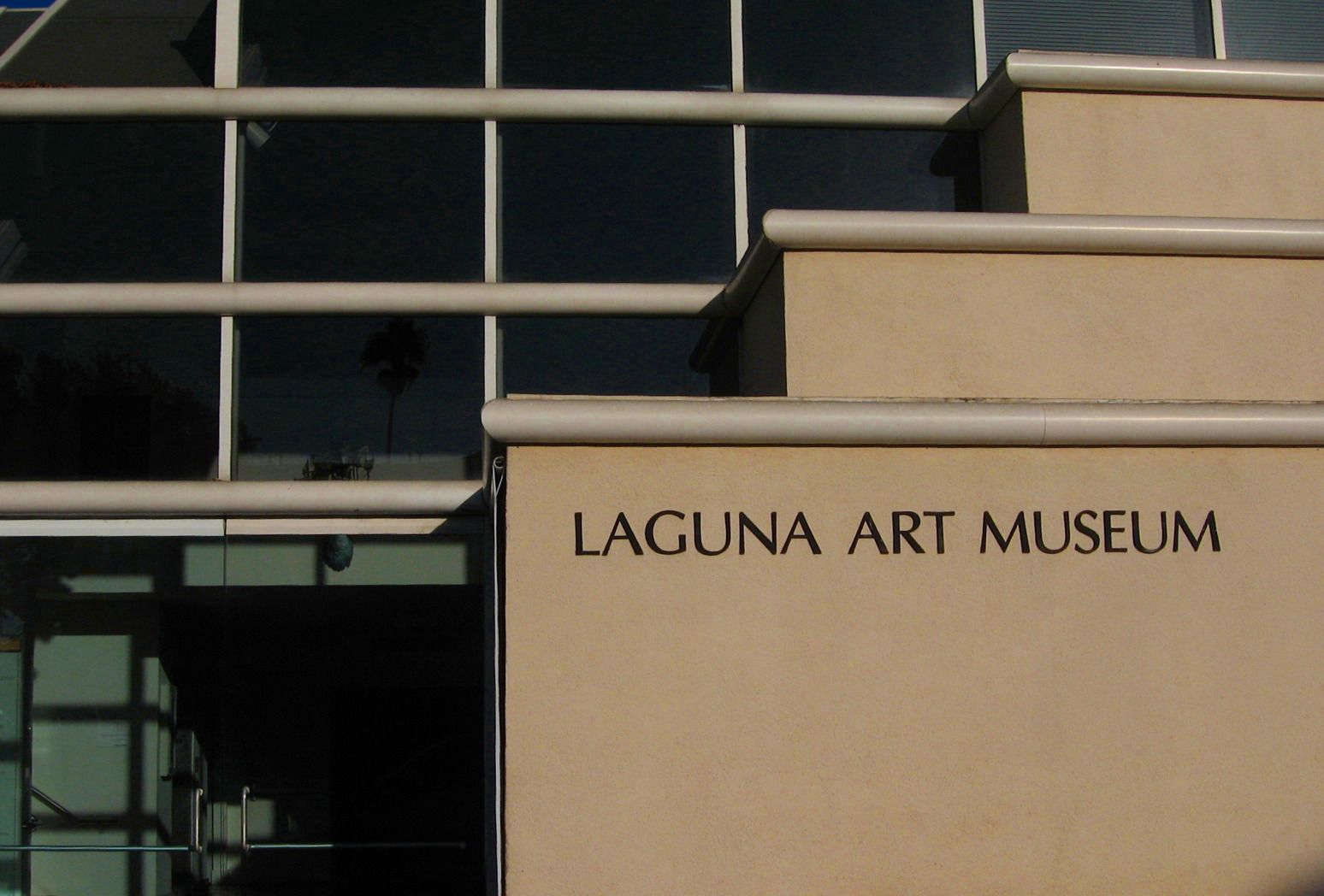
Fassadendetail

Auf die Initiative des Künstlers Frank Cuprien konnte 1951 ein Erweiterungsbau eröffnet werden. 1985 nahm die Einrichtung den Namen Laguna Art Museum an. 
Eine neue Ära begann 1996, als sich das Kunstmuseum mit dem Newport Harbor Art Museum zusammenschloss. Aus der Fusion ging das Orange County Museum of Art (OCMA) hervor, das im Nachbarort Newport Beach beheimatet ist. Nur ein Jahr darauf reorganisierte sich das Laguna Art Museum als eigenständiger Ableger des OCMA. 
Das Museum hat seit seiner Gründung überwiegend Werke der zeitgenössischen und modernen Kunst ausgestellt. Zusätzlich wird eine Auswahl historischer Gemälde bis hin zur Pop Art präsentiert. Weitere thematische Ausstellungen ergänzten das Angebot.

## Sammlung
Im Besitz des Laguna Art Museums befinden sich momentan mehr als 3.500 Kunstgegenstände. Dazu gehören Werke der zeitgenössischen und modernen Kunst, aber auch historische Gemälde. Die Sammlung umfasst Gemälde, Skulpturen, Fotografien, Zeichnungen, Drucke, Videos und Installationen vom frühen  19. Jahrhundert bis zur Gegenwart. 
Die Sammlung legt einen Schwerpunkt auf Werke der kalifornischen Kunst. Darunter sind bekannte Künstler wie John Baldessari, Ferdinand Deppe, John McCracken, Bruce Nauman, Edward Ruscha und viele weitere vertreten.